# Чепинци (област София)
 За другото българско село вижте Чепинци (Смолянска област).  
Чѐпинци е село в Западна България. То се намира в Район Нови Искър, Столична община, област София.

## География
Намира се на 5 km от София, измерено от табелата за изхода на София в кв. Орландовци. Приблизителното разстояние от пл. „Сточна гара“ до Чепинци е 10 km.

## История
Село Чепинци е създадено в края на 12 и началото на 13 век. Първият писмен документ, от който се черпи сведения за селото, е от 1446 г.
Тукашните жители са били вярващи християни, доказателство за което е съграденият от тях Чепински манастир „Свети Три Светители“, в който е имало братство от 20 монаси. При турски набег монасите избягват и се установяват в манастира Седемте престола, намиращ се в Искърското дефиле.

## Забележителности
Баластриера „Чепинци“ – няколко водоема, обединени под общо име, които се използват за добив на инертни материали (пясък).

## Транспорт
Селото се обслужва от 3 автобусни линии: 18, 20, 28.